# Noe Canjura
Noe Canjura (14 août 1922 - 29 septembre 1970) était un peintre salvadorien.

## Biographie

### 1922-1949
Noe Canjura est né à Apopa, un village de la République du Salvador, en Amérique centrale, dans une famille d’humbles paysans. Durant sa jeunesse, son contact avec l’adversité et la pauvreté lui donne les outils pour sortir du sol stérile de son village natal.
Pour payer une partie de ses dépenses et continuer à fréquenter l’école, Canjura aidait son père tout en travaillant dans une scierie où il passait souvent la nuit, couché sur les planchers durs et nus.
Son talent pour le dessin s’est découvert lorsqu'à 17 ans, sans raison aucune, son aventure dans le monde de l’art a commencé. Il étudia premièrement la peinture à l'Académie du maître espagnol Valero Lecha à San Salvador, la capitale (1942 – 1946). 
Au début de 1942, Canjura participa à des expositions avec le groupe de Lecha à travers le El Salvador. Plus tard, il exposa au Guatemala. 
En 1948, il se rend au Mexique pour continuer ses études. Là-bas, il fut fortement influencé par Diego Rivera, qui avec Orozco et Siqueiros, était au sommet de sa gloire. Graduellement l'influence de Rivera a diminué et Canjura s’est tourné vers l'art de Gauguin, de qui il a appris l’usage des courbes. Cette année-là, Canjura fit sa première exposition aux États-Unis.

## La vie à Paris, 1949-1970
La carrière de Canjura a changé de façon spectaculaire en 1949, lorsqu’il est parti en France pour faire ses études à l’École nationale supérieure des beaux-arts où il eut comme but d’apprendre la technique de la fresque, grâce à une bourse que lui donna son gouvernement. À Paris, il est fortement attiré par le travail de Courbet et Le Nain. Mais malgré tout, il resta accroché aux sujets, couleurs et coutumes de son pays natal. 
En 1953, Canjura fait sa première exposition individuelle à Paris. La France devient pour lui son pays d’adoption. Il se marie alors avec Madeleine Bachelet, artiste comme lui. 
L'influence forte de ses années à Paris devient très apparente jusqu’à son bref retour au Salvador en 1957. Il découvre son chemin dès qu’il revoit son pays avec des yeux différents. C’est à partir de ce moment que couleurs et lumière deviennent une part importante de son travail. 
La peinture de Canjura devient une synthèse de plusieurs influences qui marquent profondément son caractère et son art. Ses canevas sont à la fois dramatiques et nostalgiques. Il compose puissamment, avec de nombreux détails tout en demeurant très subtil; ses plans de couleur simples suggèrent un début d’abstraction.  
Entre 1959 et 1965, la Ville de Paris achète quatre de ses tableaux pour sa collection permanente, indice de sa position dans le monde de l'art de Paris.

## LesSalons parisiens
Canjura était membre de la « Société nationale des beaux-arts» et  sociétaire du "Salon de la jeune peinture ». Il a exposé régulièrement dans les salons importants de Paris et notamment au Salon Comparaisons dans le groupe de Maurice Boitel qui l'y a invité tous les ans jusqu'à sa mort. Ses tableaux ont été achetés par les collections de l’État français, le Musée national d'El Salvador (transféré alors au) et le Musée de Leomanouth de Hamishka à Ein Harod en Israël. En 1965 Canjura a reçu « La Prune d’Argent» du Salon des peintres de Provence.
Noe Canjura est mort à Morienval, France le 29 septembre, 1970 à l'âge de 48 ans. Il est enterré au cimetière de l’église de Notre-Dame de Morienval. Ses survivants sont sa fille, Leticia Canjura et sa petite fille Vilma Borden qui vivent à Atlanta. 
Avec Julia Díaz, Raúl Elas Reyes, Rosa Mena Valenzuela, Canjura est une icône au Salvador du plus grand mouvement de l’école des beaux-arts de sa génération. Il symbolise aussi la capacité humaine de se réinventer et convertir un humble jeune étudiant aux pieds nus en créateur puissant de sa propre existence dans une ambiance internationale rigoureusement exigeante. 
Wally Findlay, président des galeries FINDLAY (New York, Chicago) dit en une occasion : «Ce jeune artiste atteindra en peu de temps, la stature d’artistes contemporains comme Bernard Buffet et Nicola Simbari».